# Pedro Leopoldo (kommun)
Pedro Leopoldo är en kommun i Brasilien.   Den ligger i delstaten Minas Gerais, i den sydöstra delen av landet, 600 km sydost om huvudstaden Brasília. Antalet invånare är 58 696.
Följande samhällen finns i Pedro Leopoldo:
- Pedro Leopoldo

Omgivningarna runt Pedro Leopoldo är huvudsakligen savann. Runt Pedro Leopoldo är det ganska tätbefolkat, med 239 invånare per kvadratkilometer.